# Servomécanisme

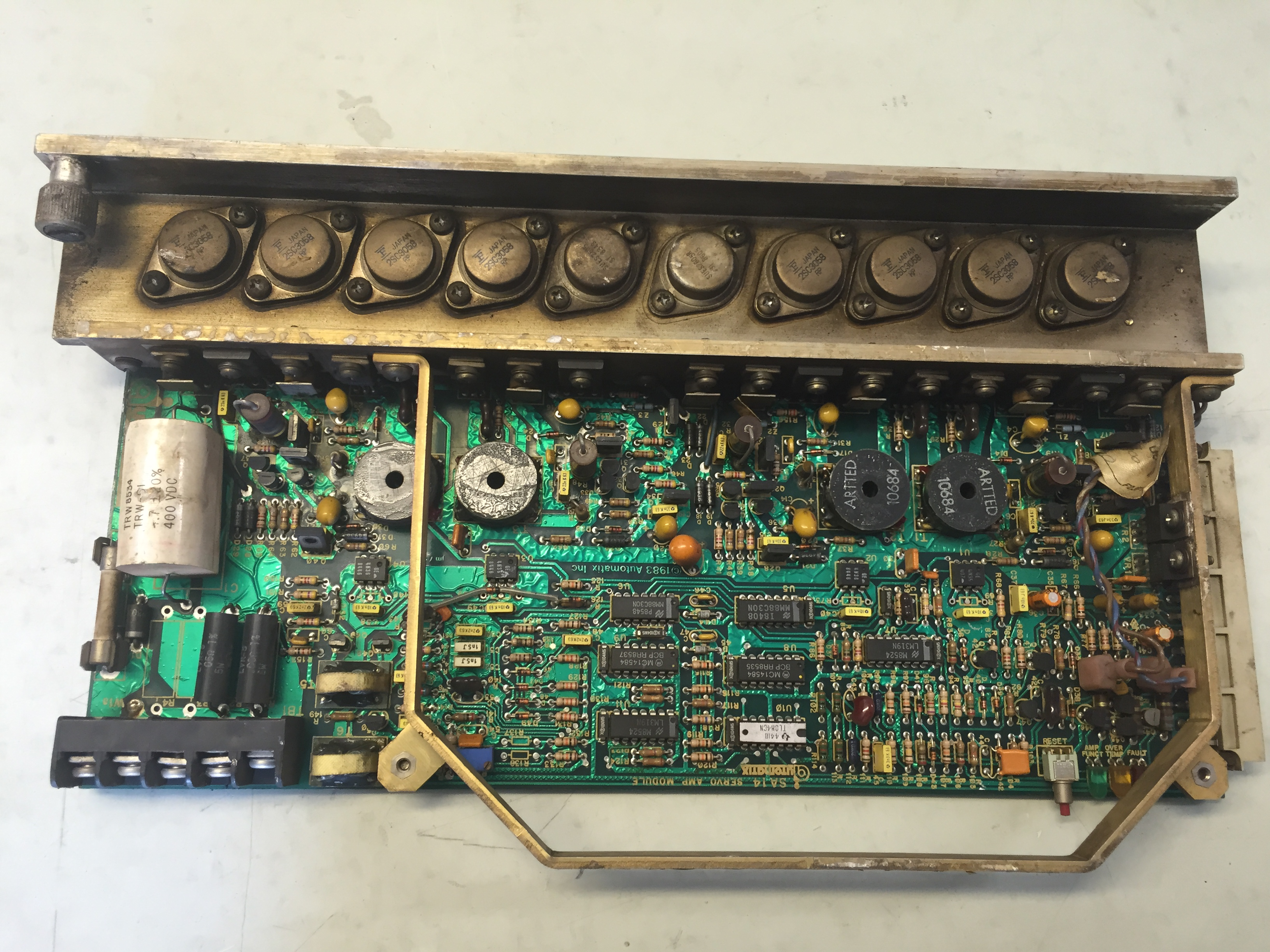
Servomécanisme d'un robot industriel.

La notion de servomécanisme est d'une portée très générale, de l'anthropologie à la neurologie en passant par la philosophie et jusqu'à la robotique. Au plus simple, le servomécanisme est un dispositif, électromécanique ou autre, intercalé entre une commande et des opérateurs pour réaliser la concordance entre une intention et ses réalisations. Ce dispositif est conçu de façon qu'un faible effort suffise pour commander et contrôler un mouvement nécessitant un travail plus important, sans que l'opérateur ait à fournir l'énergie nécessaire. Le thermostat du chauffage central domestique est l'exemple le plus simple pour réaliser cette concordance entre la température affichée et la température dans l'habitation, en cybernétique de la première génération. Le thermostat ne chauffe pas lui-même l'habitation, mais contrôle la chaudière qui le fera. Toute assistance et toute automaticité demandent la présence de servomécanismes, comme tout téléguidage et tout autoguidage des armes dites intelligentes et des robots industriels.
En cybernétique de la deuxième génération, les corps ou les structures intermédiaires sont des traducteurs ou transducteurs représentatifs de la "Règle des trois voies" de la théorie des contextes d'Anthony Wilden où une relation exige un minimum  de trois connexions : un système, un environnement et la frontière qui médiatise leur rapport. Le servomécanisme est cette frontière, l'interface qui médiatise ce rapport de système à environnement et se particularise dans un contexte, comme l'administration qui est l'interface entre l'autorité des élus et le public des électeurs dans une démocratie libérale, par exemple. Enfin, dans son ouvrage d'épistémologie intitulé La Méthode, Edgar Morin procède à un jeu de mots, le "cerveau-mécanisme", pour désigner le principe de boucle récursive à l'œuvre dans la relation cerveau/organisme qu'il définit comme étant à la fois asservie et asservissante. 

## Historique
En France, la recherche dans ce domaine a progressé à l'époque de la fin des années 1950. Le professeur René Perret, passionné par le Servomécanisme, a fondé en 1957, de retour des États-Unis, le Laboratoire d'automatisme de Grenoble (LAG) pour l'automatisation et le calcul des commandes de procédés et processus. Ce laboratoire de Grenoble s'appelait à l'origine "Laboratoire de servomécanismes".
En 1961, René Perret entame une collaboration avec Mors, l'industriel américain de électroménager connu pour ses enregistreurs, qui commence à ajouter à son catalogue des produits d'automatisation incluant de l'électronique. Le département automatisme de Mors, situé à Crolles, près de Grenoble, va même lancer un calculateur industriel, grâce à un établissement fondé en 1962 par quelques ingénieurs issus du LAG. En 1962 aussi, Thomson-Brandt, industriel de électroménager, a créé en 1962 une filiale, la SESCO (Société européenne de semi-conducteurs), forte d'une usine à Aix-en-Provence.
Le mini-ordinateur Mato1 voit le jour dès 1966 chez Mors, qui réalise des études dans les milieux industriels avec l'aide de la DGSRT. Mais dès 1967, ne pouvant faire face aux coûts de développement, il cède l'usine à Télémécanique qui poursuit la collaboration avec le LAG puis ouvre sa propre usine à Crolles, dans la banlieue de Grenoble, où elle fabrique des calculateurs devenus mini-ordinateurs, la future gamme T1600.
Les effectifs de la division d'automatisme de la Télémécanique dépassent 1 000 personnes en 1976. Son Solar (ordinateur), lancé en 1975, va atteindre 16 000 unités vendues dans le monde, au 2e rang mondial en informatique industrielle. Une "division informatique" est créée en 1976, quand l'Etat décide de recomposer le paysage électronique, filialisée sous le nom de Télémécanique informatique, puis fusionnée avec le département des petits ordinateurs et systèmes (DPOAS) de la Compagnie internationale pour l'informatique (CII) pour former la Société européenne de miniinformatique et systèmes (SEMS), cédée au groupe Thomson. Une partie du personnel préfère rester à la Télémécanique, dans une division automatisme et électronique qui emploie 1 500 personnes, et sera la cible de l'OPA inamicale du groupe Schneider sur Télémécanique, à la fin des années 1980, résultant en la création de Schneider Electric regroupant les activités de Merlin-Gerin, Télémécanique, Modicon et Square D.
Les personnes insatisfaites des orientations prises en 1976 fondent leurs propres entreprises et contribuent au démarrage de la ZIRST. Les premières furent Option et BGT, suivies par APSIS, APTOR, MC2, XCOM, Périphérique assistance, CYBERSYS, PRODIS, DIGIGRAM, ou encore Qualité conseil. En 1989, sur 163 entreprises de la ZIRST, 17 ont été fondées par d'anciens salariés de Mors ou la Télémécanique à Grenoble.